# Brockway (Wisconsin)
Brockway è un comune degli Stati Uniti, situato nella Contea di Jackson, in Wisconsin.